# Fortunata
Pour plus de détails, voir Fiche technique et Distribution.
Fortunata  est un film du cinéma italien réalisé par Sergio Castellitto sorti en 2017.

## Synopsis
À la périphérie de Rome, Fortunata, à la suite d'un mariage raté, se bat quotidiennement pour élever convenablement sa fille. Faisant face aux difficultés, elle songe à ouvrir un salon de coiffure afin de s'épanouir et de trouver son indépendance . 

## Fiche technique
- Réalisation :	Sergio Castellitto
- Scénario : 	Margaret Mazzantini
- Production :	Nicola Giuliano, Francesca Cima, Carlotta Calori, Viola Prestieri
- Maison de production :	Indigo Film, HT Film
- Distribution (Italie : Universal Pictures International
- Photographie :	Gian Filippo Corticelli
- Montage : Chiara Vullo
- Musique : Arturo Annecchino
- Scénographie : Luca Merlini

## Distribution
- Jasmine Trinca : Fortunata[2].
- Stefano Accorsi : Stefano
- Alessandro Borghi : Paolo
- Edoardo Pesce : Franco
- Nicole Centanni : Barbara
- Hanna Schygulla : Agata

## Distinctions

### Récompenses
- Festival de Cannes 2017 : Prix Un certain regard : Prix d'interprétation féminine pour Jasmine Trinca
- David di Donatello 2018 : Meilleure actrice pour Jasmine Trinca

### Sélection
- Festival de Cannes 2017 : en sélection dans la section  Un Certain Regard[3],[4].

## Remarques
Jasmine Trinca et Stefano Accorsi ont déjà joué ensemble : en 2001 dans le film de Nanni Moretti La Chambre du fils, qui a reçu la Palme d'or au Festival de Cannes, et en 2006 dans le film Romanzo criminale de Michele Placido, en compétition pour l'Ours d'or lors du 56e Festival de Berlin.